# JACKS'N'JOKER
JACKS'N'JOKER（ジャクスン・ジョーカー）は、日本のヘヴィメタルバンド。

## 来歴
- 1989年2月にGASTUNK解散後、TATSUを中心に新人ヴォーカリストNIXXを起用し結成された。8月にRYUが脱退するもすぐにUME-chan（元REACTION）が加入した。さらに11月にRIVAが脱退し、RADY（元PRESENCE）がサポートメンバーとして参加し、すぐに正式メンバーに迎えられた。
- 1990年3月に全国ツアーを敢行し、7月15日には自らレーベルを立ち上げデビューミニアルバム「SHUFFLE AND DEAL」を発売する。その年の11月21日にファーストシングル「FREEDOM LAND」でBMGビクターよりメジャーデビューを果たした。さらに12月5日にファーストアルバム「JACKS'N'JOKER」も発売した。
- 1991年7月より松竹系映画「いつかギラギラする日」にバンドとして出演。1992年2月にRADYは共演したYUKIとJUDY AND MARYを結成する事にしたため、同年12月をもって脱退。
- 1993年になりRADYの後任としてオーディションの末にMASAKIが加入した。そして3rdアルバム製作中の7月にTATSUの決断によりバンドは解散した。
- 2015年3月8日、ドラムの梅沢康博が死去。

## メンバー

### 第1期
- 西沢“NIXX”正浩（ボーカル） TATSUの高校の後輩。後にONYXで活動。
- 篠崎“TATSU”辰也（ギター） 元DEAD COPS、GASTUNK。後にTHE Eye scream、THE DEADROCKSで活動。
- 石川“RIVA”正（ベース） 元OUTERLIMITS。
- 西田“RYU”竜一（ドラム） 元SOPHIA、NOVELA、VIENNA。後にACTION、PUNISHを経て、Ra:INに加入。また、2018年以降はLOUDNESSのサポートメンバーとしても活動。

### 第2期
- 西沢“NIXX”正浩（ボーカル）
- 篠崎“TATSU”辰也（ギター）
- 石川“RIVA”正（ベース）
- 梅沢“UME-chan”康博（ドラム）元REACTION。後にNAMM、HOT ROD CRUE、ASIAN BLACK、ANIMETALで活動。

### 第3期
- 西沢“NIXX”正浩（ボーカル）
- 篠崎“TATSU”辰也（ギター）
- 恩田“RADY”快人（ベース）元樹雷、フェリア、PRESENCE。後にJUDY AND MARY、HOT ROD CRUE、ASIAN BLACK、FU JI KO、ZAMZA N'BANSHEEで活動。
- 梅沢“UME-chan”康博（ドラム）

### 第4期
- 西沢“NIXX”正浩（ボーカル）
- 篠崎“TATSU”辰也（ギター）
- 倉田“MASAKI”雅貴（ベース）後にSHY BLUE、THE Eye scream、ONYX、ANIMETAL、CANTAで活動。
- 梅沢“UME-chan”康博（ドラム）

### 主なサポートメンバー
- PAZZ（ドラム) GASTUNKで活動。

## ディスコグラフィ
すべて第3期のメンバーによる。

### シングル
1. FREEDOM LAND （1990年11月21日　BVDR-23） 1stシングル。メジャーデビュー作品。
2. ONE WAY （1991年2月21日　BVDR-32） 2ndシングル

### アルバム
1. SHUFFLE AND DEAL （1990年7月15日　AH-001） インディーズより発売のミニアルバム
2. JACKS'N'JOKER （1990年12月5日　BVCR-24） 1stアルバム、オリコンチャート32位、登場回数3回
3. INSIDE OUTLAW （1991年9月21日　BVCR-52） 2ndアルバム

ベスト・アルバム
1. THE VERY BEST OF JACKS'N'JOKER （1993年9月22日　BVCR-639） 解散後に発売されたベストアルバム

### その他
TATSUソロ作品 (JACKS'N'JOKER在籍時代の作品)
1. COWBOY （1992年9月2日　BVDR-121） TATSU 1stソロシングル
2. ROCK LOVE （1992年9月9日　BVCR-97） TATSU 1stソロアルバム

### 映像作品
VHS
1. Rockin'f Presents ZETA VOL.5 JACKS'N'JOKER SPECIAL (1990年7月）
2. JACKS'N'JOKER LIVE IN JAPAN （1991年6月21日　BVVR-12） ライブビデオ
1991年3月31日に行われた渋谷公会堂でのライブ模様を収録。約40分収録。

## タイアップ
| 年     | 曲名         | タイアップ                                           |
| ------ | ------------ | ---------------------------------------------------- |
| 1990年 | WANDERER     | 松竹配給映画『いつかギラギラする日』挿入歌（1992年） |
| 1990年 | DO OR DIE    | 松竹配給映画『いつかギラギラする日』挿入歌（1992年） |
| 1990年 | FREEDOM LAND | 松竹配給映画『いつかギラギラする日』挿入歌（1992年） |
| 1991年 | BAD FRIENDS  | 松竹配給映画『いつかギラギラする日』挿入歌（1992年） |